# Marcia Angell
Pour les articles homonymes, voir Angell.
Marcia Angell, née le 20 avril 1939 à Knoxville aux États-Unis, est une médecin, spécialisée en anatomopathologie, et une ancienne éditrice médicale américaine. Elle est la première femme à occuper le poste d'éditeur en chef de la revue médicale The New England Journal of Medicine (NEJM). En 2011, elle occupe le poste de maître de conférences en médecine sociale au département de médecine sociale à la faculté de médecine de Harvard dans l'État du Massachusetts,,.
Elle a été nommée un des 25 américains les plus influents en 1997 par le magazine Time.,

## Biographie
Après avoir obtenu une licence en chimie et en mathématiques à l'université James Madison en 1960, Marcia Angell passe une année à étudier la microbiologie à Francfort-sur-le-Main en Allemagne grâce à la bourse Fulbright. Elle poursuit ses études en médecine, et obtient son diplôme de médecine de la faculté de médecine de Harvard à Boston en 1967. Elle fait son internat en médecine interne et en anatomopathologie,,.
En 1979, elle rejoint l'équipe éditoriale du NEJM en tant qu'anatomopathologiste, y devient éditrice exécutive en 1988 et éditrice en chef par intérim de 1999 à juin 2000, mois où elle démissionne de son poste. En parallèle, elle a écrit pour The New York Times, Newsweek, USA today, The Washington Post, et d'autres journaux nationaux,,,.
Par la suite, elle émet de nombreuses critiques controversées sur l'industrie pharmaceutique américaine et sur les conflits d'intérêts dans le milieu de la recherche médicale américaine, en publiant notamment The truth about drug companies: how they deceive us and what to do about it.

## Publications
- (en) Basic pathology (1re éd. 1971, Stanley Leonard Robbins et Marcia Angell ; 2e éd., 1973, Stanley Leonard Robbins et Marcia Angell ; 3e éd., 1981, Stanley Leonard Robbins, Marcia Angell et Vinay Kumar)
- (en) Science on trial: the clash of medical evidence and the law in the breast implant case, W. W. Norton & Company, 1997
- (en) The truth about the drug companies: how they deceive us and what to do about it, Random, 2004
- La vérité sur les compagnies pharmaceutiques : comment elles nous trompent et comment les contrecarrer, traduction de Philippe Even, Montebello (Québec), Éditions Le mieux-être, 2005  (ISBN 2-922969-02-9) [traduction de l'ouvrage précédent]